# Domenica d'agosto
Domenica d'agosto é um filme italiano de 1950, do gênero comédia, dirigido por Luciano Emmer.

## Elenco
- Anna Baldini.... Marcella Meloni
- Vera Carmi.... Adriana
- Emilio Cigoli.... Alberto Mantovani
- Andrea Compagnoni.... Cesare Meloni
- Anna Di Leo.... Iolanda
- Franco Interlenghi.... Enrico
- Salvo Libassi.... Vincenzo Perrone
- Elvi Lissiak.... Luciana
- Pina Malgarini.... Ines
- Marcello Mastroianni.... Ercole Nardi
- Anna Medici.... Rosetta